# 尾崎遺跡 (練馬区)
尾崎遺跡（おさきいせき）は、東京都練馬区春日町にある複合遺跡。石神井川北岸の台地縁辺部から低地部にかけて位置する。1979年（昭和54年）から1980年（昭和55年）にかけて行われた、練馬区立春日小学校建設のための調査で発掘された。出土した遺物は1992年（平成4年）に練馬区指定文化財に指定されており、同小学校の資料展示室で閲覧することができる。大正13年の地籍図に小範囲で尾崎とあったことに由来して、この名前が付けられた。

## 環境
練馬区春日町5丁目の11番から12番に書けて約3066外に所在がある。武蔵野面の東北端付近に存在し、標高は30-40メートル、勾配は約80分の1となっている。